# Собор Успения Пресвятой Богородицы (Мата-Уту)
Собор Успения Пресвятой Богородицы (фр. Cathédrale Notre-Dame-de-l'Assomption de Matâ'Utu), также Собор Богоматери Доброй Надежды или просто Собор Мата-Уту (фр. Cathédrale de Matâ'Utu), — римско-католический кафедральный собор, национальный памятник Франции, расположенный в городе Мата-Уту, на острове Увеа, Уоллис и Футуна.
Между башен Собора расположена уоллисская королевская эмблема, Мальтийский крест.
Собор также служит резиденцией епископа Уоллиса и Футуны Суситино Сионепое.

## Местоположение
Собор находится на берегу лагуны близ столицы Увеа и крупнейшего города Уоллис и Футуна, города Мата-Уту.
К собору примыкает Королевский дворец Увеа с двухэтажными верандами. На противоположной стороне пристани находится платформа Фале-Фоно, с которой вожди местных племен обращались к людям.
Рядом с собором находятся несколько ресторанов, рынков, отелей, а также почтовое отделение.

## Описание и история

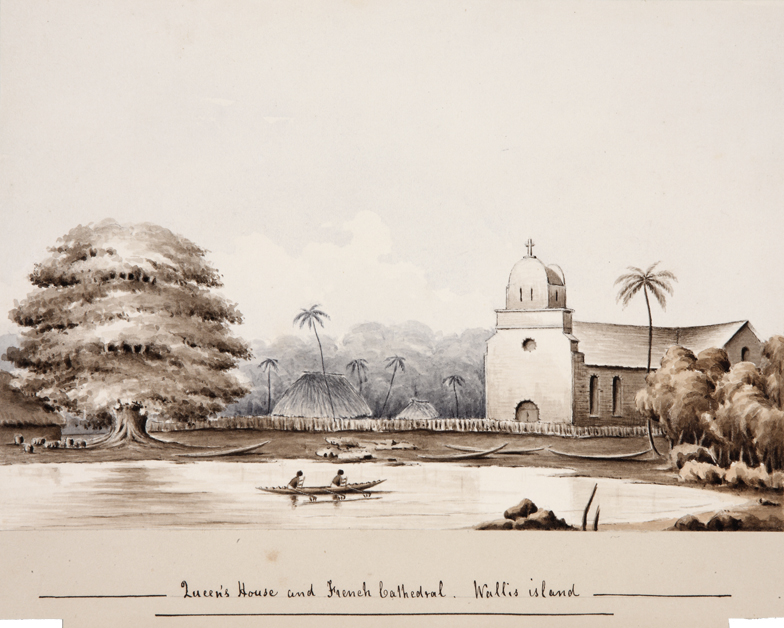
Вид на старый собор, 1862 год

Старый каменный кафедральный собор был заложен французским римско-католическим религиозным орденом, Обществом маристов. Он был построен из голубых вулканических камней, высеченных и отделанных вручную.
В 1951 году началось строительство нового собора из коралловых блоков. У собора также есть две башни, посередине прикреплён Мальтийский крест, расположенный также на гербе страны.